# Raguva

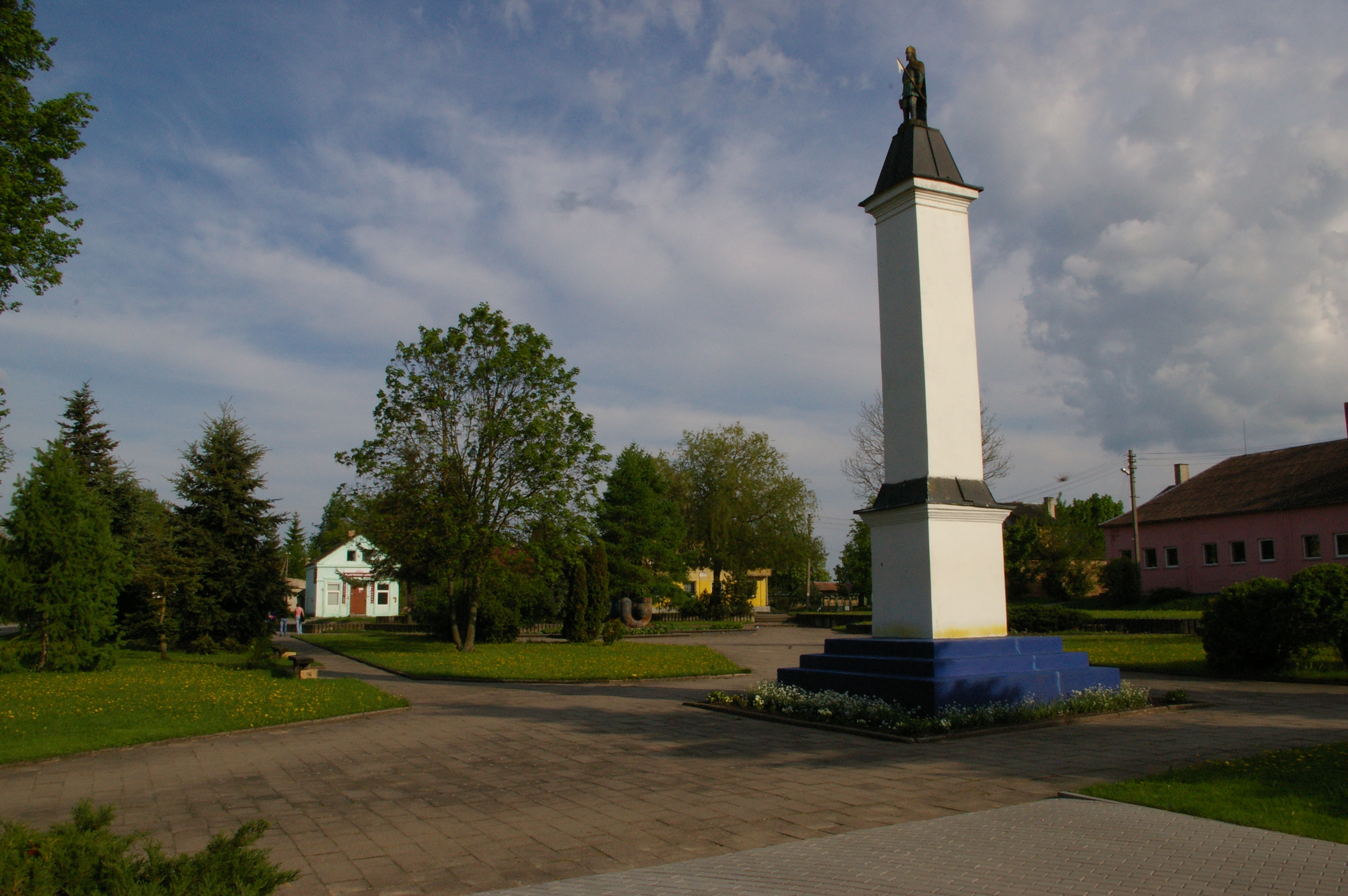

Raguva ist ein „Städtchen“ (miestelis) mit 533 Einwohnern (2011) in der Rajongemeinde Panevėžys, Bezirk Panevėžys in Litauen. Der Ort ist das Zentrum des Amtsbezirks Raguva und liegt 1 km westlich der Fernstraße Panevėžys–Ukmergė (KK174).
Es gibt eine 1887 erbaute katholische Maria-Himmelfahrts-Kirche sowie die orthodoxe Kirche von 1875 und ein Gymnasium.

## Galerie

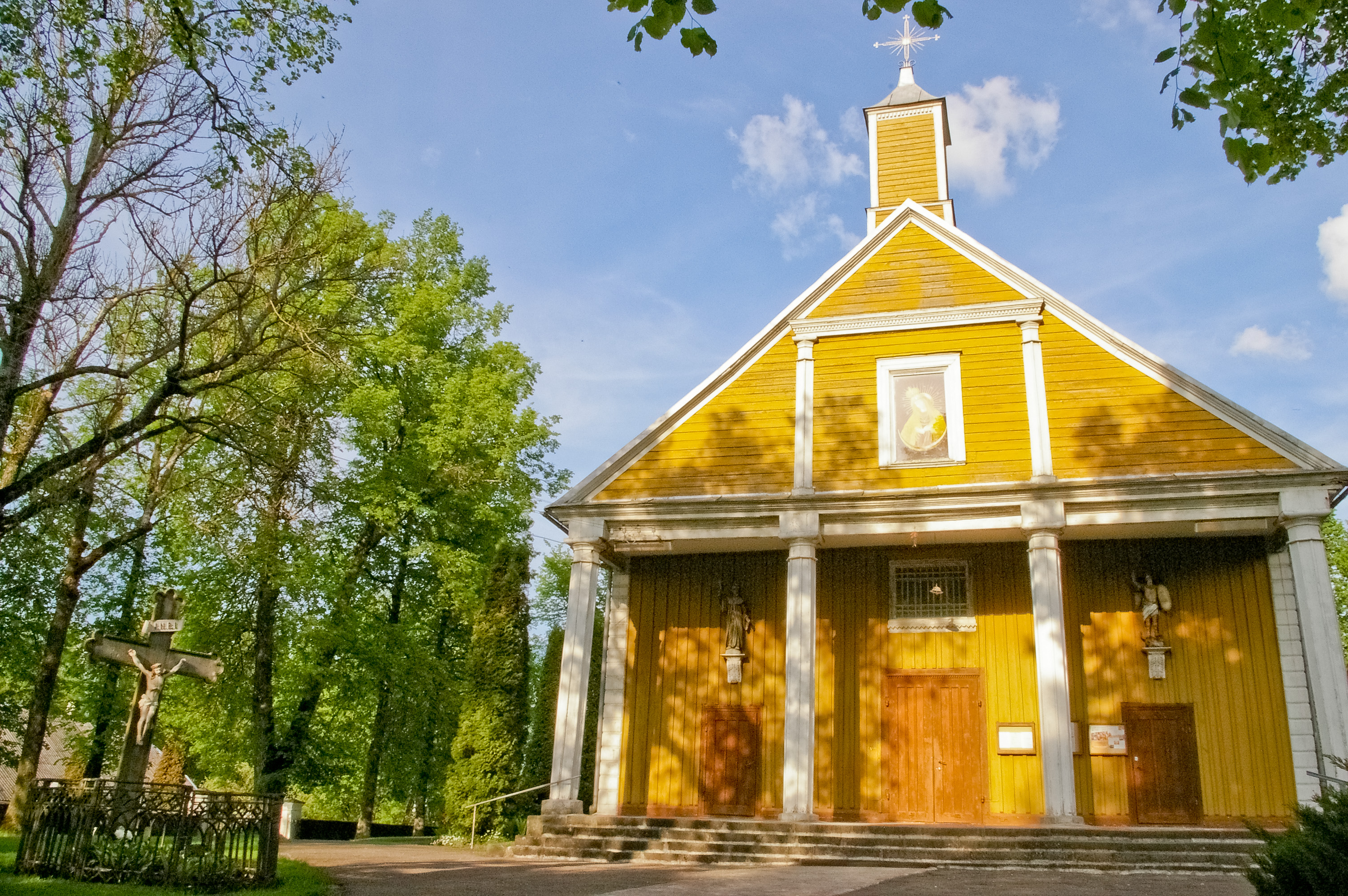
Kirche der Himmelfahrt der heiligsten Jungfrau Maria
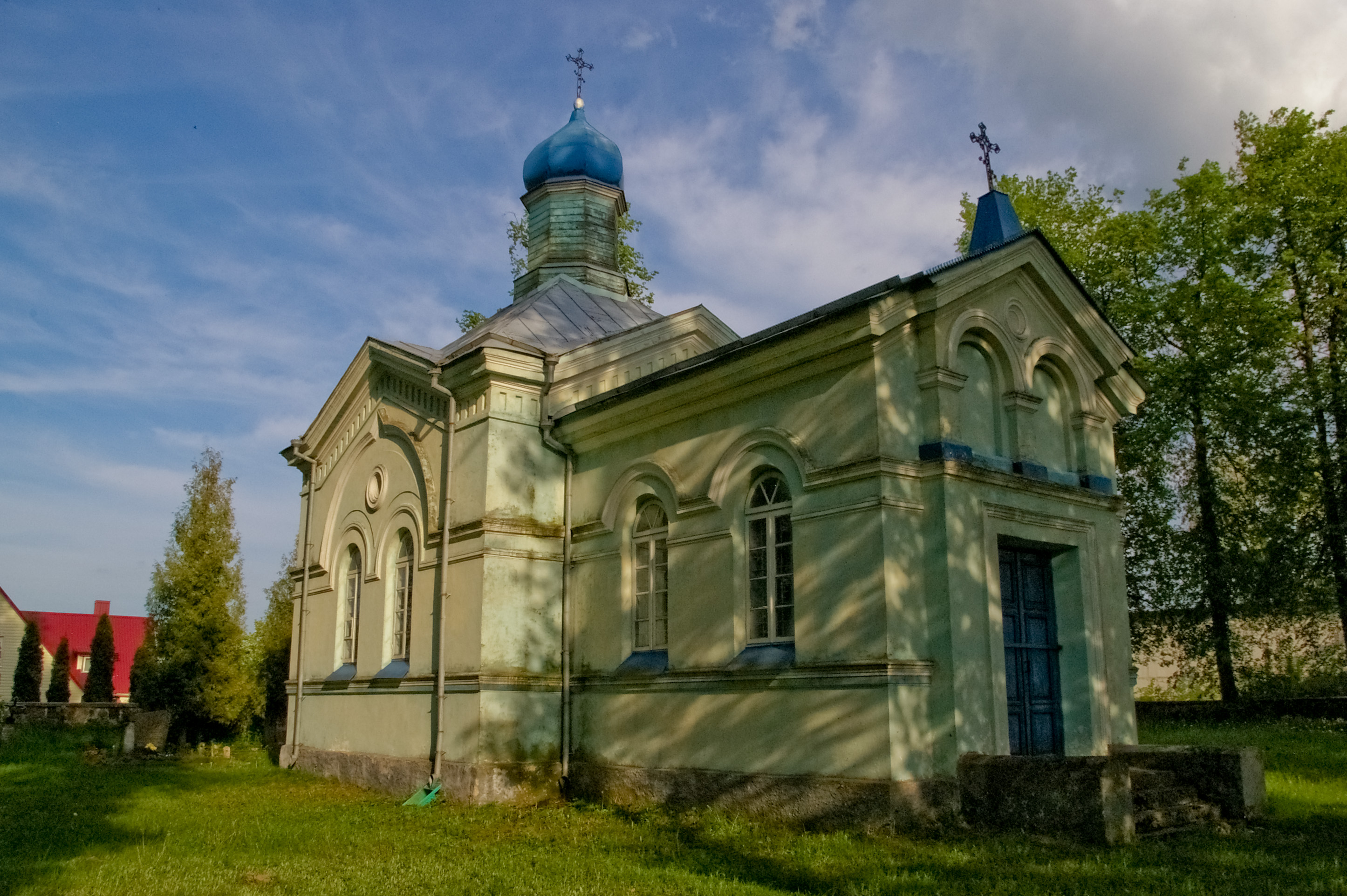
Raguvos Dievo Motinos Gimimo cerkvė
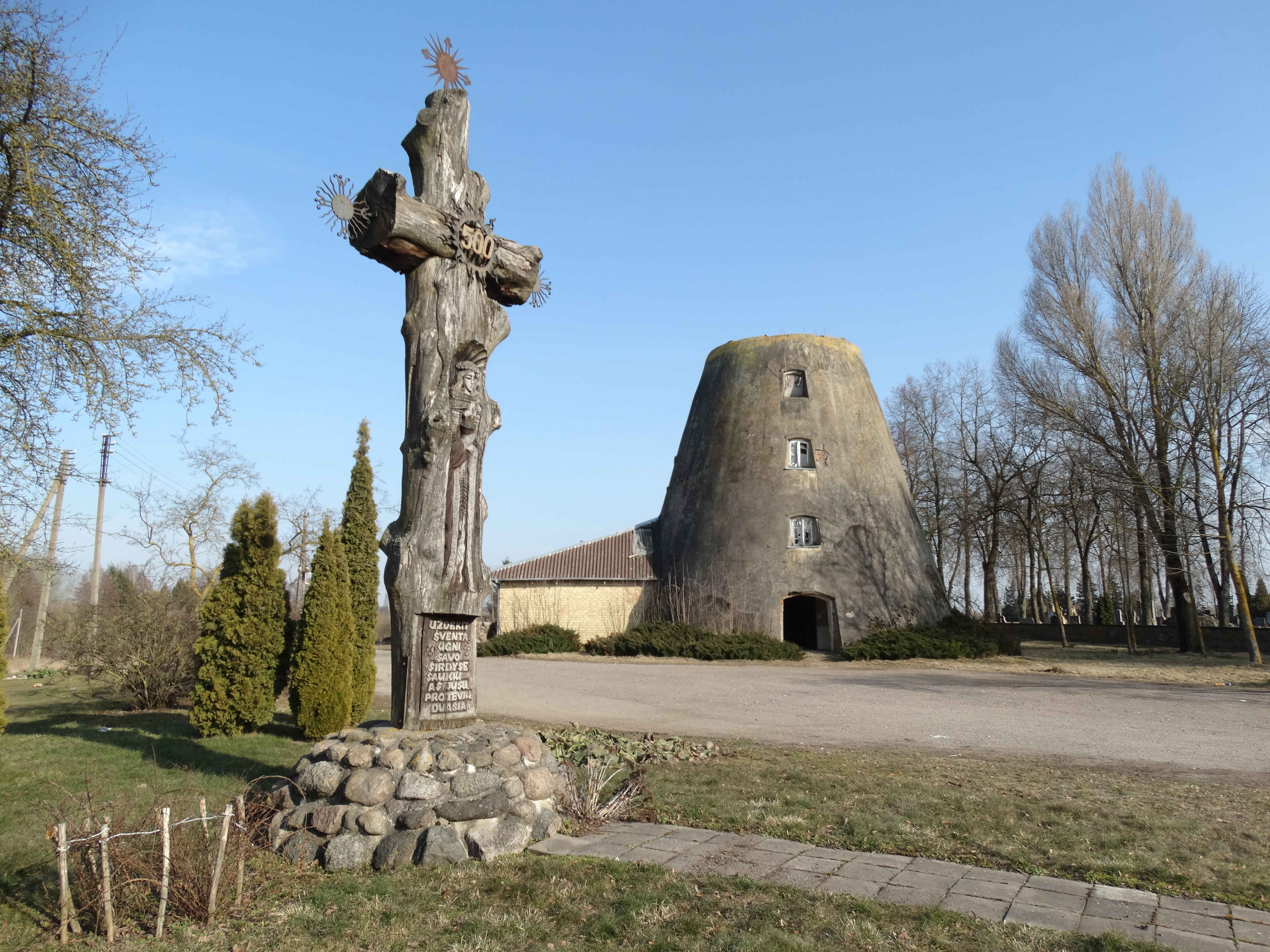
Kryžius (aut. Aleksandras Tarabilda) ir vėjo malūnas